# Verein für Rasensport Wormatia Worms 1977-1978
Questa voce raccoglie le informazioni riguardanti il Verein für Rasensport Wormatia Worms nelle competizioni ufficiali della stagione 1977-1978.

## Stagione
Nella stagione 1977-1978 il Wormatia, allenato da Werner Kern e Slavko Stojanović, concluse il campionato di 2. Bundesliga al 9º posto.

## Rosa
| N. |                     | Ruolo | Calciatore           |
| -- | ------------------- | ----- | -------------------- |
|    | Germania (bandiera) | P     | Gerhard Christ       |
|    | Germania (bandiera) | P     | Karl-Heinz Strohfuß  |
|    | Germania (bandiera) | P     | Thomas Zander        |
|    | Germania (bandiera) | D     | Walfried Günther     |
|    | Germania (bandiera) | D     | Volker Radtke        |
|    | Germania (bandiera) | D     | Harald Röhrenbeck    |
|    | Germania (bandiera) | D     | Heiner Schmieh       |
|    | Germania (bandiera) | D     | Hans-Dieter Seelmann |
|    | Germania (bandiera) | D     | Helmut Zahn          |
|    | Germania (bandiera) | C     | Gerd Dier            |
|    | Germania (bandiera) | C     | Peter Klag           |

| N. |                      | Ruolo | Calciatore          |
| -- | -------------------- | ----- | ------------------- |
|    | Germania (bandiera)  | C     | Rolf Löb            |
|    | Germania (bandiera)  | C     | Heinz Lubanski      |
|    | Danimarca (bandiera) | C     | Niels Poulsen       |
|    | Germania (bandiera)  | C     | Karl-Heinz Priester |
|    | Germania (bandiera)  | C     | Horst Raubold       |
|    | Germania (bandiera)  | C     | Klaus Spannenkrebs  |
|    | Germania (bandiera)  | C     | Norbert Starzak     |
|    | Germania (bandiera)  | A     | Uli Horn            |
|    | Germania (bandiera)  | A     | Lorenz Horr         |
|    | Germania (bandiera)  | A     | Walter Schuberth    |
|    | Germania (bandiera)  | A     | Werner Seubert      |

## Organigramma societario
Area tecnica
- Allenatore: Slavko Stojanović
- Allenatore in seconda:
- Preparatore dei portieri:
- Preparatori atletici:

## Calciomercato

### Sessione estiva
| Acquisti | Acquisti      | Acquisti       | Acquisti |
| R.       | Nome          | da             | Modalità |
| -------- | ------------- | -------------- | -------- |
| C        | Gerd Dier     | VfR Mannheim   |          |
| A        | Lorenz Horr   | Hertha Berlino |          |
| C        | Niels Poulsen | Køge BK        |          |
| C        | Horst Raubold | Schweinfurt 05 |          |
| D        | Helmut Zahn   | Magonza        |          |

| Cessioni | Cessioni         | Cessioni     | Cessioni |
| R.       | Nome             | a            | Modalità |
| -------- | ---------------- | ------------ | -------- |
| C        | Jürgen Nachtmann | VfR Bürstadt |          |
| A        | Emanuel Günther  | Karlsruhe    |          |

### Sessione invernale
| Acquisti | Acquisti | Acquisti | Acquisti |
| R.       | Nome     | da       | Modalità |
| -------- | -------- | -------- | -------- |

| Cessioni | Cessioni | Cessioni | Cessioni |
| R.       | Nome     | a        | Modalità |
| -------- | -------- | -------- | -------- |

## Risultati

### 2. Bundesliga

#### Girone di andata
| Arbitro: | Fleischer |

|                           |           |  |
| Seubert 49’, 59’ Dier 65’ | Marcatori |  |

| Arbitro: | Wilhelmi |

|            |           |             |
| Hofmann 2’ | Marcatori | 51’ Starzak |

| Arbitro: | Huster |

|                      |           |  |
| Seubert 35’ Dier 79’ | Marcatori |  |

| Arbitro: | Luca |

|              |           |  |
| Dollmann 12’ | Marcatori |  |

| Arbitro: | Kipper |

|                                                                                |           |                                |
| Horr 27’ Zahn 36’ Schuberth 46’ (rig.) Klag 64’ Seubert 84’ (rig.), 88’ (rig.) | Marcatori | 53’, 78’ Hermandung 55’ von Au |

| Arbitro: | Klein |

|                                                                |           |  |
| Größler 9’ (rig.), 52’ Sommerer 39’ Ockenfels 68’ Bozoljac 77’ | Marcatori |  |

| Arbitro: | Frickel |

|                        |           |            |
| Dier 13’ Schuberth 78’ | Marcatori | 67’ Jordan |

| Arbitro: | Linn |

|                                         |           |                      |
| Unger 4’ (rig.), 50’ (rig.) Heinlein 8’ | Marcatori | 64’ Horr 89’ Seubert |

| Arbitro: | Clajus |

|             |           |            |
| Seubert 29’ | Marcatori | 18’ Derigs |

| Arbitro: | Schumann |

|              |           |             |
| Schreder 11’ | Marcatori | 84’ Günther |

| Arbitro: | Aldinger |

|               |           |                                |
| Klag 42’, 70’ | Marcatori | 7’ Cestonaro 35’ (aut.) Radtke |

| Arbitro: | Tritschler |

|                      |           |               |
| Haug 44’ Aumeier 62’ | Marcatori | 20’ Schuberth |

| Worms 30 ottobre 1977 13ª giornata | Wormatia Worms | 0 – 0 referto | Homburg | Wormatia-Stadion (6 000 spett.)\| Arbitro: \| Dellwing \| |
| Arbitro:                           | Dellwing       |               |         |                                                           |

| Arbitro: | Treib |

|               |           |                                |
| Maciossek 50’ | Marcatori | 27’ Dier 56’ Lubanski 60’ Zahn |

| Arbitro: | Röder |

|              |           |             |
| Krostina 23’ | Marcatori | 62’ Günther |

| Arbitro: | Walther |

|                  |           |            |
| Knapp 20’ (aut.) | Marcatori | 82’ Nickel |

| Arbitro: | Huster |

|                                  |           |             |
| Eder 23’ Pausch 33’ Petrovic 37’ | Marcatori | 10’ Poulsen |

| Arbitro: | Michel |

|                             |           |                        |
| Schuberth 22’, 25’ Horr 51’ | Marcatori | 35’, 83’ (rig.) Berger |

| Arbitro: | Filla |

|                                   |           |                      |
| Obenhuber 25’ Hayer 66’ Sterz 89’ | Marcatori | 42’ Raubold 72’ Dier |

#### Girone di ritorno
| Arbitro: | Biwersi |

|                    |           |          |
| Bitz 47’ Lasch 89’ | Marcatori | 53’ Dier |

| Arbitro: | Tritschler |

|          |           |               |
| Klag 79’ | Marcatori | 50’ Killmaier |

| Arbitro: | Luca |

|             |           |                      |
| Scherer 79’ | Marcatori | 30’ Seubert 83’ Horr |

| Arbitro: | Dölfel |

|                 |           |            |
| Seubert 2’, 12’ | Marcatori | 88’ Renner |

| Arbitro: | Therre |

|                             |           |  |
| Leiendecker 34’ Müllner 38’ | Marcatori |  |

| Arbitro: | Klein |

|                                            |           |  |
| Günther 43’ Seubert 58’ Schuberth 60’, 63’ | Marcatori |  |

| Arbitro: | Engel |

|            |           |  |
| Jordan 77’ | Marcatori |  |

| Arbitro: | Messmer |

|                                      |           |              |
| Seubert 36’ (rig.) Dier 37’ Klag 89’ | Marcatori | 34’ Heinlein |

| Arbitro: | Therre |

|                     |           |                         |
| Vogtmann 63’ (rig.) | Marcatori | 73’ (rig.), 83’ Seubert |

| Arbitro: | Clajus |

|                           |           |  |
| Seubert 36’, 85’ Horr 52’ | Marcatori |  |

| Arbitro: | Aldinger |

|                                                  |           |  |
| Weber 47’, 55’ Cestonaro 60’ Bechtold 71’ (rig.) | Marcatori |  |

| Worms 2 aprile 1978 31ª giornata | Wormatia Worms | 0 – 0 referto | Augusta | Wormatia-Stadion (3 000 spett.)\| Arbitro: \| Karr \| |
| Arbitro:                         | Karr           |               |         |                                                       |

| Arbitro: | Hontheim |

|                                               |           |  |
| Erhart 10’ Lenz 41’ Schwickert 63’ Diener 87’ | Marcatori |  |

| Arbitro: | Ferro |

|                                   |           |          |
| Seubert 7’, 64’ Zahn 18’ Klag 60’ | Marcatori | 26’ Ganz |

| Arbitro: | Ulm |

|                             |           |             |
| Seubert 26’ (rig.) Klag 78’ | Marcatori | 2’ Krostina |

| Arbitro: | Glaw |

|           |           |                          |
| Vogel 71’ | Marcatori | 52’ Poulsen 72’ Seelmann |

| Arbitro: | Schumann |

|                             |           |                       |
| Seubert 45’ (rig.) Zahn 54’ | Marcatori | 59’ Eder 66’ Weyerich |

| Arbitro: | Treib |

|  |           |                         |
|  | Marcatori | 13’ Poulsen 19’ Seubert |

| Arbitro: | Hellwig |

|             |           |                       |
| Raubold 45’ | Marcatori | 28’ Hayer 90’ Schmitt |

## Statistiche

### Statistiche di squadra
| Competizione  | Punti | In casa | In casa | In casa | In casa | In casa | In casa | In trasferta | In trasferta | In trasferta | In trasferta | In trasferta | In trasferta | Totale | Totale | Totale | Totale | Totale | Totale | DR |
| Competizione  | Punti | G       | V       | N       | P       | Gf      | Gs      | G            | V            | N            | P            | Gf           | Gs           | G      | V      | N      | P      | Gf     | Gs     | DR |
| ------------- | ----- | ------- | ------- | ------- | ------- | ------- | ------- | ------------ | ------------ | ------------ | ------------ | ------------ | ------------ | ------ | ------ | ------ | ------ | ------ | ------ | -- |
| 2. Bundesliga | 42    | 19      | 11      | 7       | 1       | 42      | 19      | 19           | 5            | 3            | 11           | 21           | 37           | 38     | 16     | 10     | 12     | 63     | 56     | +7 |
| Totale        | 42    | 19      | 11      | 7       | 1       | 42      | 19      | 19           | 5            | 3            | 11           | 21           | 37           | 38     | 16     | 10     | 12     | 63     | 56     | +7 |

### Andamento in campionato
| Giornata  | 1 | 2 | 3 | 4 | 5 | 6  | 7 | 8 | 9 | 10 | 11 | 12 | 13 | 14 | 15 | 16 | 17 | 18 | 19 | 20 | 21 | 22 | 23 | 24 | 25 | 26 | 27 | 28 | 29 | 30 | 31 | 32 | 33 | 34 | 35 | 36 | 37 | 38 |
| --------- | - | - | - | - | - | -- | - | - | - | -- | -- | -- | -- | -- | -- | -- | -- | -- | -- | -- | -- | -- | -- | -- | -- | -- | -- | -- | -- | -- | -- | -- | -- | -- | -- | -- | -- | -- |
| Luogo     | C | T | C | T | C | T  | C | T | C | T  | C  | T  | C  | T  | T  | C  | T  | C  | T  | T  | C  | T  | C  | T  | C  | T  | C  | T  | C  | T  | C  | T  | C  | C  | T  | C  | T  | C  |
| Risultato | V | N | V | P | V | P  | V | P | N | N  | N  | P  | N  | V  | N  | N  | P  | V  | P  | P  | N  | V  | V  | P  | V  | P  | V  | V  | V  | P  | N  | P  | V  | V  | V  | N  | V  | P  |
| Posizione | 2 | 6 | 4 | 8 | 6 | 10 | 7 | 9 | 9 | 8  | 8  | 11 | 11 | 10 | 9  | 9  | 10 | 10 | 10 | 10 | 10 | 10 | 10 | 10 | 10 | 11 | 10 | 10 | 8  | 10 | 10 | 10 | 10 | 10 | 9  | 9  | 9  | 9  |

Legenda:

Luogo: C = Casa; T = Trasferta. Risultato: V = Vittoria; N = Pareggio; P = Sconfitta.

### Statistiche dei giocatori
| G. Christ       | 0  | 0  | 0 | 0 |
| G. Dier         | 35 | 7  | 4 | 0 |
| W. Günther      | 32 | 3  | 8 | 0 |
| U. Horn         | 0  | 0  | 0 | 0 |
| L. Horr         | 37 | 5  | 5 | 0 |
| P. Klag         | 26 | 7  | 3 | 0 |
| H. Lubanski     | 21 | 1  | 1 | 0 |
| R. Löb          | 3  | 0  | 0 | 0 |
| J. Nachtmann    | 2  | 0  | 0 | 0 |
| N. Poulsen      | 21 | 3  | 1 | 0 |
| K. Priester     | 0  | 0  | 0 | 0 |
| V. Radtke       | 37 | 0  | 4 | 0 |
| H. Raubold      | 38 | 2  | 2 | 0 |
| H. Röhrenbeck   | 0  | 0  | 0 | 0 |
| H. Schmieh      | 27 | 0  | 0 | 0 |
| W. Schuberth    | 35 | 7  | 0 | 0 |
| H. Seelmann     | 34 | 1  | 7 | 0 |
| W. Seubert      | 28 | 21 | 0 | 0 |
| K. Spannenkrebs | 0  | 0  | 0 | 0 |
| N. Starzak      | 22 | 1  | 3 | 0 |
| K. Strohfuß     | 0  | 0  | 0 | 0 |
| H. Zahn         | 31 | 4  | 1 | 0 |
| T. Zander       | 38 | 0  | 0 | 0 |